# Socializacija ekonomije
Socializacija ekonomije je bila fašistična teorija o samoupravljanju in porazdelitvi dohodka med zaposlenimi. Po Mussolinijevem mnenju je bil potreben prehod iz kapitalističnega ekonomskega sistema, ki je vladal pred letom 1922, v nov način gospodarstva, v katerem bi vladala korporativizem in samouprava. Medtem ko so se v Kraljevini take ideje le s težavo uresničevale, je Veronski manifest Italijanske socialne republike odločno obnovil načrt za porazdelitev dohodkov med delavce, podržavljenje večjih industrij in vsesplošno pravico do dela in lastne bivalne enote. Ta program naj bi pridobil množično odobravanje italijanskega ljudstva. Dekret 12. februarja 1944 ga je strnil v pet osnovnih smernic: 
- možnost podržavljenja ekstraktivne in energetske industrije,
- ustanovitev izvršnih odborov za organizacijo proizvodnje in porazdelitve dobička,
- ustanovitev upravnih svetov sestavljenih iz delničarjev in zaposlenih kadrov,
- osebna odgovornost vodstva pred državnimi organi,
- nova pravila za imenovanje sindikalistov in vladnih komisarjev ter ustanovitev državnega telesa za financiranja.

Tako italijanski industrijalci kot nemški okupatorji so razumeli socializacijo ekonomije kot uvod v propad industrije, zato so načrti ostali le na papirju.